# Glandirana
Glandirana é um género de anfíbios da família Ranidae. Está distribuído por Coreia, China, possivelmente Rússia, Japão. Foi também introduzido no Hawaii.

## Espécies
- Glandirana emeljanovi (Nikolskii, 1913)
- Glandirana minima (Ting and T'sai, 1979)
- Glandirana reliquia Shimada, Matsui, Ogata, and Miura, 2022
- Glandirana rugosa (Temminck and Schlegel, 1838)
- Glandirana susurra (Sekiya, Miura, and Ogata, 2012)
- Glandirana tientaiensis (Chang, 1933)